# BitLicense
BitLicense es el término común utilizado para referirse a una licencia empresarial para realizar actividades de moneda virtual. El BitLicense es emitido por el Departamento de Servicios Financieros de Nueva York (NYSDFS) bajo los reglamentos diseñados para compañías. Los reglamentos están limitados a las actividades que implican al estado de Nueva York o un residente de Nueva York. Las personas que residen, están localizadas, tienen un local de negocios, o están conduciendo negocios en el Estado de Nueva York cuentan como residentes de Nueva York bajo estos reglamentos. La licencia fue introducida y diseñada por  Benjamin Lawsky, el Primer Superintendente de Servicios Financieros de Nueva York, en julio de 2014.

## Visión general
Los reglamentos definen la actividad de negocios de moneda virtual como cualquiera de los siguientes tipos de actividades:
- Recepción de moneda virtual para Transmisión o Transmisión de Moneda virtual, excepto donde la transacción es realizada con propósitos no financieros y no implica la transferencia de más de una cantidad nominal de moneda virtual
- Almacenaje, tenencia, o mantenimiento en custodia, o control, de moneda virtual en nombre de otros
- Compra y venta de moneda virtual como una empresa cliente
- Ejecución de servicios de cambio de moneda como una empresa cliente
- Control, administración, o emisión de una moneda virtual.

Las dos actividades siguientes están excluidas de la definición de la actividad de negocio de moneda virtual:
- Desarrollo y diseminación de software en y de sí mismo;
- Comerciantes y consumidores que utilizan moneda virtual solo para la compra o venta de bienes o servicios o para propósitos de inversión.

## Historia
El 17 de julio de 2014, el departamento liberó detalles sobre una propuesta de "BitLicense", la cual establece reglamentos sobre cualquier compañía o persona residiendo en Nueva York que usa criptomonedas. Los reglamentos propuestos fueron oficialmente publicados en el Registro Estatal de Nueva York el 23 de julio, iniciando un período de comentarios de 45 días. El 25 de  febrero de 2015, se publicó una propuesta de comunicado revisado, empezando así otro período de comentario de 30 días.
"BitLicense" entró en vigor el 8 de agosto de 2015. Al menos diez compañías  bitcoin anunciaron que detenían todo sus negocios en el Estado de Nueva York debido a los nuevos reglamentos. El NewYork Business Journal llamó a esto el "Gran Éxodo Bitcoin".
En septiembre de 2015, a la compañía Circle, con sede en Boston, le fue concedida la primera BitLicense, a pesar de que en diciembre de 2016 la compañía había cambiado su giro de negocio de cambio de moneda bitcoin para centrarse más en pagos.
En octubre de 2015, un artículo 78 fue presentado en la Corte Suprema del Estado de Nueva York desafiando la autoridad del Departamento de Servicios Financieros de Nueva York para definir la moneda virtual. La Corte de Justicia de St George escuchó el caso el 10 de octubre de 2017 y rechazó el caso el 27 de diciembre de 2017. El caso está actualmente en apelación.
En julio de 2016, a la compañía Ripple, con sede en San Francisco, le fue otorgada la segunda BitLicense.
En enero de 2017, a la compañía Coinbase, con sede en San Francisco, una de las empresas emergentes más fuertemente financiadas en la industria Bitcoin, le fue otorgada el tercer BitLicense.
En noviembre de 2017, a la compañía bitFlyer, con sede en Tokio, le fue otorgada la cuarta BitLicense y a la compañía Genesis Global Trading le fue otorgada la quinta BitLicense en mayo de 2018.
En junio de 2018, a la compañía Xapo, con sede en Hong Kong, le fue otorgada la sexta BitLicense y a la compañía Square Inc. le fue otorgada la novena BitLicense.
El 3 de diciembre de 2019, SoFi Digital Assets, LLC, una subsidiaria de Social Finance, Inc. recibió la BitLicense, así como una licencia de transmisor de dinero.
El 11 de diciembre de 2019, el NYDFS propuso una revisión de Bitlicense mediante la cual un licenciatario puede ofrecer cualquier moneda de una lista pública en el sitio web del NYDFS. La revisión aún está pendiente.
En mayo de 2020, Eris Clearing, LLC, una subsidiaria de ErisX, obtuvo una licencia de moneda virtual.
El 24 de junio de 2020, DFS propuso un nuevo marco de licencias condicionales que facilita el ingreso de las empresas emergentes al mercado de Nueva York. Según el marco de licencias condicionales propuesto, las entidades pueden solicitar una licencia condicional cuando se asocien con una entidad existente autorizada por el DFS para participar en actividades comerciales de moneda virtual.
El 21 de octubre de 2020, PayPal fue la primera entidad aprobada para una licencia condicional en sociedad con Paxos Trust Company.